# Bactrocera trivialis
Bactrocera trivialis är en tvåvingeart som först beskrevs av Drew 1971.  Bactrocera trivialis ingår i släktet Bactrocera och familjen borrflugor. Inga underarter finns listade.